# Zollikofen
Zollikofen est une ville et une commune suisse du canton de Berne, située dans l'arrondissement administratif de Berne-Mittelland.

## Culture et patrimoine

### Héraldique
| Blason | Blasonnement : Coupé d'argent aux deux lions affrontés tenant chacun le couteau des tanneurs d'azur aux poignées d'or - à dextre le lion de gueules à la crinière d'or de la corporation des Mittellöwen, à senestre le lion de sable, armé et lampassé de gueules, couronné d'or, au collier de grelots du dernier de la corporation des Obergerwern - et de gueules à la bande d'argent chargée de neuf (3, 3, 3) feuilles de buis de sinople |

### Monuments et curiosités
- Le temple de l'Église de Jésus-Christ des saints des derniers jours, construit en 1954 près du centre de Zollikofen, est le premier temple de cette Église construit en Europe. Il est également connu sous le nom de Temple de Berne[5].

Photo aérienne par Walter Mittelholzer (between 1918 and 1937)

- Le château de Reichenbach a été construit en 1688 pour Beat Fischer[6], le fondateur des postes bernoises. Les peintures baroques de la salle du Tribunal datent de la première étape de la construction. Les stucs de la cage d'escalier et de l'étage supérieur datent de l'agrandissement de 1719[7].